# Approximation de Cornish-Fisher
L'approximation de Cornish-Fisher permet de transformer le quantile, ou une réalisation, d'une loi normale en une réalisation d'une loi dont l'asymétrie et le kurtosis en excès ne sont pas nuls. On la doit à Edmund Alfred Cornish et Ronald Aylmer Fisher.

## Définition
On approche la réalisation Z de la loi voulue telle que :
{\displaystyle F(Z)=\Phi (z_{c})}
Où :
- {\displaystyle F} est la fonction de répartition de la loi Z
- {\displaystyle \Phi } est la fonction de répartition de la loi normale
- {\displaystyle z_{c}} est un quantile ou une réalisation de la loi normale

On a :
{\displaystyle Z=z_{c}+(z_{c}^{2}-1){\frac {S}{6}}+(z_{c}^{3}-3z_{c}){\frac {K}{24}}-(2z_{c}^{3}-5z_{c}){\frac {S^{2}}{36}}}
Où S désigne l'asymétrie de la loi considérée, et K, sa kurtosis en excès.

## Domaine de validité

Domaine de validité de l'approximation de Cornish-Fisher

Pour que cette transformation marche elle doit être bijective. Une condition nécessaire et suffisante pour cela est que la dérivée {\textstyle {\frac {{\rm {d}}Z}{{\rm {d}}z_{c}}}} ne s'annule pas, ce qui se traduit par
{\displaystyle {\frac {S^{2}}{9}}-4\left({\frac {K}{8}}-{\frac {S^{2}}{6}}\right)\left(1-{\frac {K}{8}}+{\frac {5S^{2}}{36}}\right)\leq 0}
En pratique en finance, K et S sont petits et K est positif (variables leptokurtiques) ; la condition est donc respectée.